# Космос-1862
Космос-1862 је један од преко 2400 совјетских вјештачких сателита лансираних у оквиру програма Космос.
Космос-1862 је лансиран са космодрома Плесецк, СССР, 1. јула 1987. Ракета-носач Ф-2 је поставила сателит у орбиту око планете Земље. Маса сателита при лансирању је износила 1600 килограма. Космос-1862 је био сателит намијењен за електронско извиђање, јављање и навођење.